# اشلند (نبراسکا)
اشلند(به انگلیسی: Ashland) شهری در ایالت نبراسکا کشور ایالات متحده آمریکا است که جمعیت آن در سرشماری سال ۲۰۱۰ میلادی، ۲٬۴۵۳ نفر بوده‌است.